# アーロン・ノラ
アーロン・マイケル・ノラ（Aaron Michael Nola, 1993年6月4日 - ）は、アメリカ合衆国ルイジアナ州バトンルージュ出身のプロ野球選手（投手）。右投右打。MLBのフィラデルフィア・フィリーズ所属。愛称は"ノルス"（"Nols"）。
兄のオースティン・ノラもメジャーリーガーである。
MLBタイ記録及びギネス世界記録である10者連続奪三振達成者。

## 経歴

### プロ入り前
ルイジアナ州バトンルージュで会社経営者の家に末っ子として生まれた。父親は野球のコーチもしていた。高校時代は1年生の頃から活躍し、3年生では7勝1敗、防御率1.00の素晴らしい成績を残している。また、ルイジアナ州の「ミスター・ベイスボール」に選出された。2011年のMLBドラフト22巡目（全体679位）でトロント・ブルージェイズから指名されたが、契約せずにルイジアナ州立大学へ進学した。
大学時代は1年生時に89.2回を7勝4敗、防御率3.61、89奪三振の成績で全米大学体育協会の選抜チームや、大学野球アメリカ合衆国代表に選ばれた。2年生でも好成績を残し、NCBWAやベースボール・アメリカなどが選ぶ全米選抜に選出された。3年生では116.1回を11勝1敗、防御率1.47、134奪三振、被打率.172の圧巻の投球で、全米最優秀投手賞を獲得、ゴールデンスパイク賞やディック・ハウザー・トロフィーにノミネートされた。また、この年は後に同じくMLB選手になるアレックス・ブレグマンとルームシェアをしていた。大学時代の通算成績は30勝6敗、防御率2.09、345奪三振だった。

### プロ入りとフィリーズ時代

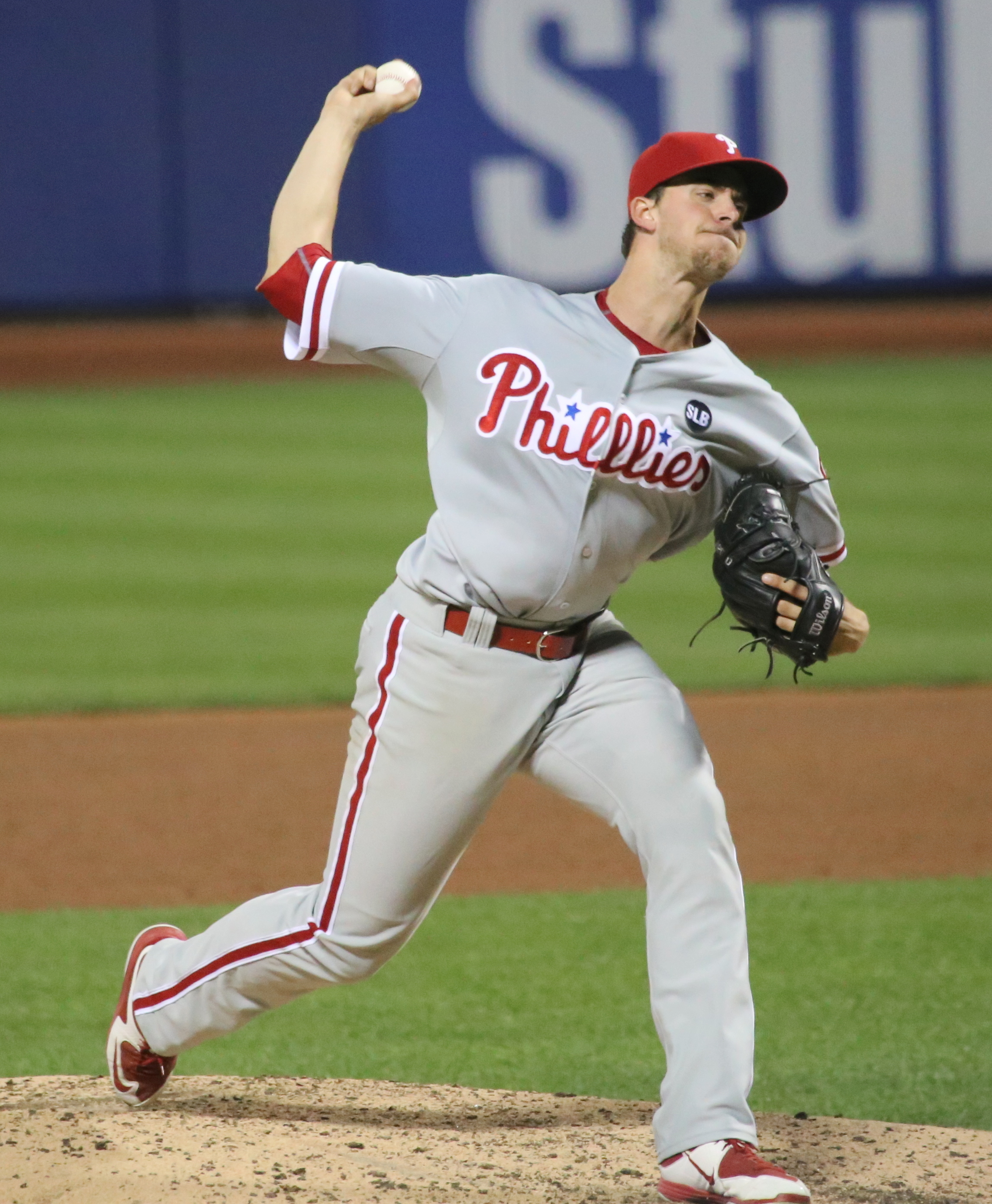
2015年9月2日

2014年のMLBドラフト1巡目（全体7位）でフィラデルフィア・フィリーズから指名され、6月12日に契約。契約後、傘下のA+級クリアウォーター・スレッシャーズでプロデビュー。AA級レディング・ファイティン・フィルズでもプレーし、この年は2球団合計で12試合に登板して4勝3敗・防御率2.93の成績を残した。
2015年は開幕をAA級レディングで迎えた。6月14日にはAAA級リーハイバレー・アイアンピッグスへ昇格。マイナー2球団合計では18試合に登板して10勝4敗、防御率2.39の成績を残し、同年のオールスター・フューチャーズゲームにも選出された。そして7月21日にメジャー初昇格を果たし、同日のタンパベイ・レイズ戦で先発してメジャー初登板。6回を1失点に抑えるも、打線の援護が無く敗戦投手となった（最終スコアは0 - 1）。次の登板の7月26日のシカゴ・カブス戦でメジャー初勝利を挙げた。この年メジャーでは13試合に登板し、6勝2敗、防御率3.59の成績を残した。
2016年は一定のレベルで先発ローテーションに入り、20試合に先発登板し、6勝9敗、防御率4.78、WHIP1.31という成績に終わったが、FIPは4.04から3.08に改善し、投球内容が良くなったとも言える。また、高い三振奪取能力を発揮し、111.0イニングで121奪三振を記録・奪三振率9.8という好数値を記録した。
2017年は序盤こそ良くなかったものの、その後は復調し、6月22日から8月12日の間は毎回6投球回以上、2失点以下の好投ぶりを見せた。最終成績は12勝11敗、防御率3.54で、奪三振率9.857、3.755奪三振/四球など指標面でも優秀な数字を残した。また、守備面では守備率1.000を記録。
2018年は自身初めて開幕投手を務めた。前半戦を12勝3敗、防御率2.30の好成績で折り返し、初めてオールスターゲームに選出された。後半戦も勢いは衰えず、最終的に33試合の先発登板で212.1回（リーグ3位）を投げ、17勝6敗、防御率2.37（同2位）、WHIP0.97（同3位）、224奪三振を記録。ゴロ率（50.6%）と対左打者被打率（.187）はリーグ2位だった。サイ・ヤング賞投票で3位に入った。
2019年2月13日に球団と4年総額4500万ドルの契約延長で合意した。5年目はクラブ側が選択権を持っている。シーズンでは2年連続2度目の開幕投手を務め、勝利した。
2020年は3年連続3度目の開幕投手を務めた。
2021年4月1日のブレーブスとの開幕戦で4年連続4度目の開幕投手を務めた。6月25日にMLBタイ記録（史上3人目）の10者連続奪三振を達成し、ギネス世界記録に認定されている。
2022年10月19日、NLCSの対サンディエゴ・パドレス第2戦において、兄で捕手であるオースティン・ノラとの直接対決の機会が訪れた。過去のポストシーズンで兄弟が敵味方に分かれ対戦した試合は全て「野手同士」であったため、兄弟が「投手と野手」で直接対決するのはMLBのポストシーズン史上初となった（結果は2打数1安打、1打点、1得点）。オフの11月16日、ナ・リーグのサイ・ヤング賞投票結果が発表され第4位に選出された。12月5日にはセカンドチームの先発投手の1人として自身初となるオールMLBチームに選出された。
2023年オフの11月3日にフリーエージェント（FA）となった。フィリーズからはクオリファイング・オファーを受けていたが、同月14日の期日までに契約は行わなかった。同オフの11月19日に7年総額1億7200万ドルで契約合意し、フィリーズに残留することに至った。

## 選手としての特徴
平均90mph（約145km/h）・最速96.4mph（約155.1km/h）の速球（ツーシーム・フォーシーム）を中心に、平均76.4mph（約123km/h）のカーブ、平均82.0mph（約132km/h）のチェンジアップを使用する。
球威こそ平均レベルだが、鋭い変化球と優れたコマンド力を有しており、投球術に対する評価が高い。投球フォームはやや独特な低めのスリークォーター。

## 詳細情報

### 年度別投手成績
| 年 度     | 球 団     | 登 板 | 先 発 | 完 投 | 完 封 | 無 四 球 | 勝 利 | 敗 戦 | セ 丨 ブ | ホ 丨 ル ド | 勝 率 | 打 者 | 投 球 回 | 被 安 打 | 被 本 塁 打 | 与 四 球 | 敬 遠 | 与 死 球 | 奪 三 振 | 暴 投 | ボ 丨 ク | 失 点 | 自 責 点 | 防 御 率 | W H I P |
| --------- | --------- | ----- | ----- | ----- | ----- | -------- | ----- | ----- | -------- | ----------- | ----- | ----- | -------- | -------- | ----------- | -------- | ----- | -------- | -------- | ----- | -------- | ----- | -------- | -------- | ------- |
| 2015      | PHI       | 13    | 13    | 0     | 0     | 0        | 6     | 2     | 0        | 0           | .750  | 318   | 77.2     | 74       | 11          | 19       | 1     | 2        | 68       | 0     | 0        | 31    | 31       | 3.59     | 1.20    |
| 2016      | PHI       | 20    | 20    | 0     | 0     | 0        | 6     | 9     | 0        | 0           | .400  | 483   | 111.0    | 116      | 10          | 29       | 3     | 6        | 121      | 2     | 0        | 68    | 59       | 4.78     | 1.31    |
| 2017      | PHI       | 27    | 27    | 0     | 0     | 0        | 12    | 11    | 0        | 0           | .522  | 693   | 168.0    | 154      | 18          | 49       | 2     | 2        | 184      | 1     | 0        | 67    | 66       | 3.54     | 1.21    |
| 2018      | PHI       | 33    | 33    | 0     | 0     | 0        | 17    | 6     | 0        | 0           | .739  | 831   | 212.1    | 149      | 17          | 58       | 3     | 7        | 224      | 4     | 1        | 57    | 56       | 2.37     | 0.97    |
| 2019      | PHI       | 34    | 34    | 0     | 0     | 0        | 12    | 7     | 0        | 0           | .632  | 852   | 202.1    | 176      | 27          | 80       | 3     | 11       | 229      | 3     | 0        | 91    | 87       | 3.87     | 1.27    |
| 2020      | PHI       | 12    | 12    | 2     | 1     | 0        | 5     | 5     | 0        | 0           | .500  | 289   | 71.1     | 54       | 9           | 23       | 2     | 2        | 96       | 1     | 0        | 31    | 26       | 3.28     | 1.08    |
| 2021      | PHI       | 32    | 32    | 1     | 1     | 1        | 9     | 9     | 0        | 0           | .500  | 749   | 180.2    | 165      | 26          | 39       | 1     | 9        | 223      | 0     | 1        | 95    | 93       | 4.63     | 1.13    |
| 2022      | PHI       | 32    | 32    | 2     | 1     | 0        | 11    | 13    | 0        | 0           | .458  | 807   | 205.0    | 168      | 19          | 29       | 1     | 9        | 235      | 2     | 0        | 75    | 74       | 3.25     | 0.96    |
| 2023      | PHI       | 32    | 32    | 0     | 0     | 0        | 12    | 9     | 0        | 0           | .571  | 793   | 193.2    | 178      | 32          | 45       | 0     | 1        | 202      | 2     | 0        | 105   | 96       | 4.46     | 1.15    |
| 2024      | PHI       | 33    | 33    | 1     | 1     | 1        | 14    | 8     | 0        | 0           | .636  | 820   | 199.1    | 189      | 30          | 50       | 0     | 3        | 197      | 2     | 0        | 84    | 79       | 3.57     | 1.20    |
| MLB：10年 | MLB：10年 | 268   | 268   | 6     | 4     | 2        | 104   | 79    | 0        | 0           | .568  | 6635  | 1621.1   | 1423     | 199         | 421      | 16    | 52       | 1779     | 17    | 2        | 704   | 667      | 3.70     | 1.14    |

- 2024年度シーズン終了時
- 各年度の太字はリーグ最高

### 年度別守備成績
| 年 度 | 球 団 | 投手（P） | 投手（P） | 投手（P） | 投手（P） | 投手（P） | 投手（P） |
| 年 度 | 球 団 | 試 合     | 刺 殺     | 補 殺     | 失 策     | 併 殺     | 守 備 率  |
| ----- | ----- | --------- | --------- | --------- | --------- | --------- | --------- |
| 2015  | PHI   | 13        | 5         | 10        | 0         | 0         | 1.000     |
| 2016  | PHI   | 20        | 7         | 21        | 1         | 0         | .966      |
| 2017  | PHI   | 27        | 9         | 21        | 0         | 1         | 1.000     |
| 2018  | PHI   | 33        | 9         | 26        | 1         | 3         | .972      |
| 2019  | PHI   | 34        | 9         | 27        | 0         | 3         | 1.000     |
| 2020  | PHI   | 12        | 5         | 4         | 0         | 0         | 1.000     |
| 2021  | PHI   | 32        | 16        | 8         | 2         | 0         | .923      |
| 2022  | PHI   | 32        | 9         | 14        | 2         | 0         | .920      |
| 2023  | PHI   | 32        | 11        | 16        | 1         | 2         | .964      |
| 2024  | PHI   | 33        | 12        | 16        | 0         | 2         | 1.000     |
| MLB   | MLB   | 268       | 92        | 163       | 7         | 11        | .973      |

- 2024年度シーズン終了時
- 各年度の太字はリーグ最高

### 表彰
- オールMLBチーム[21]
  - セカンドチーム先発投手：1回（2022年）

### 記録
MiLB
- オールスター・フューチャーズゲーム選出：1回（2015年）

MLB
- 10打者連続奪三振（※ギネス世界記録認定）[2]
- MLBオールスターゲーム選出：1回（2018年）

### 背番号
- 27（2015年 - ）